# Cristobalit
Cristobalit là một biến thể thạch anh ở nhiệt độ cao, có công thức hóa học SiO2, nhưng có cấu trúc hóa học khác thạch anh. Cả thạch anh và cristobalit là đồng hình với các loại khoáng khác trong nhóm thạch anh như coesit, tridymit và stishovit.